# Pollada
La pollada era un proyectil usado por la artillería antigua hasta bien entrado el siglo XIX; su fabricación era objeto de grandes cuidados, necesitándose obreros muy prácticos y experimentados para obtener una buena pollada; se hacía con granadas de mano que armaban de un modo análogo al usado para los racimos de metralla, sobre un culote o plato de madera con su espiga en medio, poniendo estopines largos de comunicación, que iban todos a parar alrededor del tronco de la espiga y salían a la parte inferior del culote.

## Composición
Generalmente constaban de tres capas de granadas, una sobre el culote y las otras dos sobre dos platos de madera del mismo diámetro que aquel, equidistantes entre sí y perpendiculares a la espiga con unos agujeros circulares, en los que encajaba la granada que llevaba la espoleta colocada hacia abajo. Todo se metía en un saco y se encordaba bien.
Se hacían polladas para morteros y para pedreros.

## Preparación
Para que se vea la gran importancia que se daba a estos proyectiles y las dificultades que tenía su fabricación reproducimos las instrucciones que da el coronel de artillería Bermejo, en su tratado publicado en 1837 cuando para obtener buenas polladas dice así:
«Sirven las polladas para ofender y retardar los trabajos del enemigo y hoy se tiran con los morteros. La pollada de a 14 pulgadas se forma con 35 granadas mano si se la colocan 4 platos sobre el que la sirve de base y con 21 si sólo se le añaden 2 de dichos platos al culote que llevan como de base, pues en cada lecho se acomodan 7 de modo siguiente: se tiene un culote o plato de madera que por la parte inferior tenga la figura en forma que pueda acomodarse a la recámara de los morteros en que haya de arrojarse este arficio de fuego: en el otro se hacen 7 agujeros que no pasen y que sean equidistantes capaces de acomodar en ellos igual número de granadas; en medio deberá tener un espigón, en el que se introducen otros 4 más delgados que el primero, para colocar en cada uno de ellos 7 granadas como en el antecedente y luego encima se pone otro plato para cubrir la última capa, cuidando en cada momento que estén todas ellas bien sentadas. El espigón tendrá de grueso 2 pulgadas y 9 de alto; a 6 líneas de separación de éste y alrededor de él, en el culote, se abren 8 taladros de 4 líneas de diámetro, para los cuales se pasan 8 ramales de estopín grueso y bien construido, los que deben subir por todos los platos, teniendo también al efecto los respectivos agujeros hasta la cabeza o parte superior del espigón, para que por ellos se comunique la inflamación a las granadas, pues llevan también su espoleta y carga necesaria para este fin y colocadas hacia abajo, excepto el inferior de la base, y algo inclinada a la parte por donde pasan dichos estopines. Toda la pollada se cubrirá de un hierro fuerte embutándole después, y el plato que sirve de base deberá tener una ranura en su circunferencia para sujetar el hierro sobre ella con cordel de azote y algunos clavos pequeños por encima del cordel, luego que esté bien forrada se le pega un papel en su parte inferior para cubrir los ocho hilos de algodón y cuando se hayan de poner en el mortero para hacer uso de ellas, se distribuirán los algodones rompiendo aquel papel; el baño que ha de darse al lienzo después de acabada la pollada debe ser de color y almazarrón, templada la disolución cual conviene para que después de seca quede con consistencia y sin desprenderse. De un modo semejante se construyen las polladas de 10 y 12 pulgadas.»